# Giovanni Elkan
Giovanni Elkan (Muralto, 27 marzo 1910 – 21 ottobre 1997) è stato un politico italiano.

## Biografia
Nato a Muralto (Locarno), in Svizzera, trasferito giovanissimo a Bologna, città dove ha sempre mantenuto la residenza.
Dottore in Lettere e Filosofia, laureatosi con lode all'Università degli Studi di Bologna, discutendo una tesi su "Il mito di Aiace da Omero a Sofocle". Sposato, con quattro figli e otto nipoti. Professore di ruolo nei licei classici per l'insegnamento del latino e greco. Ha insegnato prevalentemente al Liceo Galvani di Bologna, ma anche al Liceo Augusto di Roma.
Proviene dall'Azione Cattolica, dove frequenta il circolo Leone XIII, il più importante di Bologna. Partecipa alla seconda guerra mondiale come Capitano di Cavalleria. Dopo l'8 settembre 1943 partecipa pure alla lotta partigiana, collegato alle forze di resistenza universitarie di Bologna.

### Impegno politico
Finita la guerra è Assessore comunale di Bologna alla Pubblica Istruzione nella prima Giunta nominata dal Comitato di Liberazione Nazionale. Fa inoltre parte, nominato dall'AMG (l'Amministrazione militare alleata dei territori occupati), della commissione di epurazione per i delitti fascisti. È Consigliere Comunale nella stessa città fino al 1956, eletto nelle liste della D.C. 
È Segretario provinciale della Democrazia Cristiana dal 1946 al 1949 e dal 1953 al 1958.
Nel 1949, dopo il Congresso di Venezia è eletto Consigliere Nazionale della D.C., quindi Vice Segretario Nazionale del Partito nel periodo 1949-1950 e membro della Direzione Nazionale, organismo dove verrà riconfermato più volte.
Nel 1950 è nominato dal Presidente del Consiglio, Commissario Nazionale per la Gioventù Italiana, carica ricoperta fino al 1953.
Eletto Deputato alle elezioni politiche del 1953 (II legislatura), rieletto alle elezioni del 1958 (III legislatura), 1963 (IV legislatura), 1968 (V legislatura) e 1972 (VI legislatura), sempre nella Circoscrizione Bologna-Ferrara-Ravenna-Forlì.
Nella III e nella IV legislatura componente della Commissione parlamentare d'inchiesta sul fenomeno della mafia in Sicilia.
Legato alla componente interna alla Democrazia Cristiana denominata "Centrismo Popolare",   facente capo al già Presidente del Consiglio Mario Scelba. Resta in parlamento fino al 1976.
Diviene Consigliere d'Amministrazione della Rai Tv in quota DC dal 1977 al 1980.

### Incarichi di governo
Entra a far parte del Governo nel 1960 (Fanfani III 1960-1962) come Sottosegretario di Stato alla Pubblica Istruzione. È riconfermato nello stesso incarico nei Governi Moro III (1966-1968) e Leone II (1968). Nel Governo Rumor I (1968-1969) è Sottosegretario di Stato alle Finanze, nel Governo Rumor II (1969-1970) è Sottosegretario di Stato alla Difesa, nel Governo Andreotti II (1972-1973) è nominato Sottosegretario di Stato agli Affari Esteri.

### Altri incarichi
Presidente della Società di Educazione Fisica Virtus Bologna dal 1961 al 1981, che farà diventare Ente Morale nel 1974 con decreto del Presidente della Repubblica, Presidente della Fondazione Guglielmo Marconi, Consigliere della Cassa di Risparmio di Bologna, Presidente del Meliorconsorzio (Consorzio nazionale per il credito agrario di miglioramento) di Roma, Presidente del Museo Nazionale della Tappezzeria di Bologna, Presidente del Conservatorio musicale Santa Cecilia di Roma, Presidente Nazionale dell'Associazione Giovanile Musicale AGIMUS.

### Onorificenze
Medaglia d'oro al merito della scuola, dell'arte e della cultura conferita nel 1951 dal Presidente della Repubblica Luigi Einaudi, nominato Cavaliere di Gran Croce per meriti della Repubblica nel 1993 dal Presidente della Repubblica Oscar Luigi Scalfaro.
A Giovanni Elkan sono intitolate strade nei comuni di Bologna, Alto Reno Terme e San Giovanni Rotondo, in quest'ultimo caso in virtù dello stretto rapporto personale con San Pio da Pietrelcina. A lui è anche dedicato il Torneo internazionale di musica (Tim), organizzato tutti gli anni dall'AGIMUS.